# Indigastrum
Genre
Synonymes
- Indigofera L[2].

Indigastrum est un genre de plantes à fleurs dicotylédones de la famille des Fabaceae, sous-famille des Faboideae, originaire d'Afrique, du sous-continent indien et d'Australie, qui comprend une dizaine d'espèces acceptées.

## Liste d'espèces
Selon The Plant List (5 décembre 2018) :
- Indigastrum argyraeum (Eckl. & Zeyh.) Schrire
- Indigastrum argyroides (E.Mey.) Schrire
- Indigastrum burkeanum (Harv.) Schrire
- Indigastrum candidissimum (Dinter) Schrire
- Indigastrum costatum (Guill. & Perr.) Schrire
- Indigastrum fastigiatum (E.Mey.) Schrire
- Indigastrum guerranum (Torre) Schrire
- Indigastrum niveum (Willd. ex Spreng.) Schrire & Callm.
- Indigastrum parviflorum (Wight & Arn.) Schrire